# Стеклярус

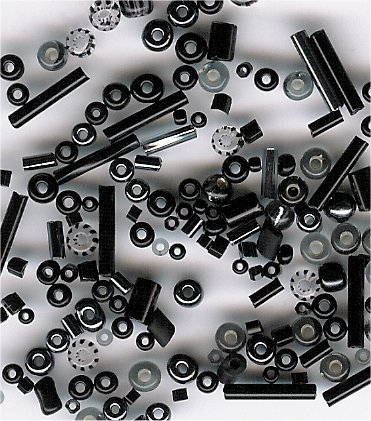
Стеклярус и бисер

Стеклярус (фр. jais de verre) — стеклянные цилиндрики удлинённой формы с продольным отверстием для нити.
Технология их изготовления была разработана в XVII веке во Франции. Стеклярус использовали для вышивки огромных сюжетных панно для дворцовых интерьеров. Отсюда ещё одно его название — «французские обои». Стеклярус появился значительно позже бисера.
Стеклярусный кабинет — уникальный дворцовый интерьер Китайского дворца Ораниенбаума под Санкт-Петербургом, созданный по заказу Екатерины II в 1760-х годах. Украшен двенадцатью панно, на которых по стеклярусному фону-основе вышиты синелью (французским объёмным шёлком) пейзажи тропических лесов.